# Yuhara Takeaki
Takeaki Yuhara (sinh ngày 13 tháng 1 năm 1978) là một cầu thủ bóng đá người Nhật Bản.

## Sự nghiệp câu lạc bộ
Takeaki Yuhara đã từng chơi cho Kashiwa Reysol, Sagan Tosu và Cerezo Osaka.